# Isidor Isaac Rabi
Isidor Isaac Rabi (Rymanów, 29 juli 1898 – New York, 11 januari 1988) was een Amerikaans natuurkundige van Oostenrijk-Hongaarse afkomst. In 1944 ontving hij de Nobelprijs voor Natuurkunde voor de ontdekking van magnetische resonantie van atoomkernen.

## Biografie
Rabi werd geboren in Rymanów (destijds gelegen in Oostenrijk-Hongarije, nu in Polen) als zoon van de kleermaker David Rabi en Janet Teig. Zijn ouders emigreerden naar de Verenigde Staten toen hij een jaar oud was. Hij groeide op in New York (Manhattan en Brooklyn) waar hij ook zijn vroege opleiding genoot.
Hij studeerde aan de Cornell- (bachelor in 1919) en de Columbia-universiteit en studeerde af in 1927. Gefascineerd door de recente ontwikkeling in de kwantummechanica bracht hij aansluitend twee jaar door in Europa. Hier werkte hij met natuurkundigen als Niels Bohr, Werner Heisenberg, Wolfgang Pauli en Otto Stern. Daarna keerde hij terug naar Columbia, waar hij altijd is gebleven. Eerst als lecturer en vanaf 1937 als hoogleraar theoretisch natuurkunde. In 1967 ging hij met emeritaat.
Hij was getrouwd met Helen Newmark, met wie hij twee dochters kreeg: Nancy Elizabeth en Margaret Joella.

## Werk
In 1930 begon Rabi de magnetische eigenschappen van atoomkernen te onderzoeken om de bindingskracht te achterhalen die de positief geladen protonen in een atoomkern bijeenhoudt. Hierbij maakte hij gebruik van Sterns moleculaire-bundelmethode, een techniek om atomen en moleculen te bestuderen onder botsingvrije omstandigheden.
Rabi perfectioneerde Sterns bundelmethode als tool in een reeks experimenten voor het meten van het magnetisch moment van het proton en deuterium. Zijn onderzoek leidde uiteindelijk tot de molecular-beam magnetic-resonance detectiemethode, een detectiemethode om het magnetisch moment van atoomkernen in bundels te registreren door middel van radiogolven en resonantietechnieken. In 1937 ontdekte hij dat hij de spin van een atoomkern kon omdraaien door een extern radiofrequente golf op de kern te richten. Deze ontdekking zou leiden tot een belangrijke wetenschappelijke toepassing: kernspinresonantie. Hiervoor kreeg hij in 1944 de Nobelprijs voor de Natuurkunde.
In 1940 werd hij vrijgesteld aan Columbia om bij het MIT Radiation Laboratorium te werken aan de ontwikkeling van radar en was adviseur voor het Manhattanproject. Na de oorlog ging hij door met zijn resonantieonderzoek, dat bijdroeg tot de ontdekking van kernspinresonantie alsmede de praktische ontwikkeling van de laser, kernspintomografie en de atoomklok. Ook had hij een belangrijke stem in vraagstukken rondom nucleaire proliferatie en vreedzaam gebruik van kernenergie. Onder president Eisenhower was hij wetenschappelijk adviseur.
Hij was betrokken bij de oprichting van zowel het Brookhaven National Laboratory (BNL) in 1947 als het Conseil Européen pour la Recherche Nucléaire (CERN) in 1954.

## Onderscheidingen
- 1942 – Elliott Cresson Medal van het Franklin Institute
- 1948 – Congressional Order of Merit
- 1967 – Niels Bohr International Gold Medal
- 1967 – Atoms for Peace Award van de Atoms for Peace Foundation
- 1982 – Oersted Medal van de American Association of Physics Teachers
- 1985 – Four Freedoms Award voor vrijwaring van vrees
- 1985 – Public Welfare Medal van de National Academy of Sciences
- 1986 – Vannevar Bush Award

## Biografie
- (en)  My Life and Times as a Physicist (1960), OCLC 1071412